# Senegal i olympiska sommarspelen 1988
Senegal deltog med en trupp i de olympiska sommarspelen 1988, och totalt blev det ett silver.

## Medaljer

### Silver
- Amadou Dia Ba - Friidrott, 400 meter häck

## Friidrott
Herrarnas 4 x 400 meter stafett
- Ousmane Diarra, Babacar Niang, Moussa Fall och Amadou Dia Ba
  1. Heat – 3:06,93
  2. Semifinal – 3:07,19 (→ gick inte vidare)